# Alexandre de Bragança (1607–1637)
D. Alexandre de Bragança (Vila Viçosa, 16 de março de 1607 - Vila Viçosa, 31 de maio de 1637), foi o quinto e último filho de Teodósio II, 7.º Duque de Bragança e de Ana de Velasco e Girón e irmão do futuro Rei João IV de Portugal.

## Biografia
Nasceu no Paço Ducal de Vila Viçosa, na mesma vila, a 16 de março de 1607. Foi baptizado a 25 do mesmo mês, dia da Festa da Anunciação, na Capela Ducal, pelo Arcebispo de Évora Alexandre de Bragança, tio paterno, tendo por padrinhos Filipe de Bragança, tio paterno e Catarina de Portugal, avó paterna. Levou-o à pia baptismal João de Tovar Caminha, levando as insígnias António de Ataíde, Heitor de Figueiredo de Brito e Luís de Noronha, todos oficiais e fidalgos da Casa do Duque. Ficou órfão de mãe com apenas 7 meses de idade.
A 10 de agosto de 1613, recebeu o sacramento da confirmação juntamente com os irmãos João e Duarte, no oratório de sua avó Catarina, presidindo à cerimónia o Arcebispo de Évora José de Melo, sendo apresentados pelo Deão Manuel Pessanha de Brito. O seu pai, o Duque de Bragança, esteve presente.
Alexandre de Bragança foi, desde cedo, destinado à vida eclesiástica, tendo sido educado e instruído pelos melhores mestres da época. Sua avó fez-lhe separar o valor de oito mil cruzados em Comendas da Casa, que este possuiu. Vagando o Arcebispado de Évora por morte de José de Melo, pediu o então ainda João II, 8.º Duque de Bragança ao Rei Filipe III, que tendo nomeado havia pouco tempo no Bispado de Viseu um filho do Arquiduque Leopoldo, sem mais idade, nomeasse o seu irmão Alexandre para o mesmo cargo, em Évora. A resposta, que chegou passados dois anos, teve o frívolo pretexto de que Alexandre não estaria Doutorado, conferindo o Arcebispado a João Coutinho, Bispo de Lamego, situação que criou animosidade.
António Caetano de Sousa descreveu Alexandre da seguinte forma: «(...) dotado de excellentes virtudes, e igual gentileza (...) Teve huma tal alegria, e viveza nos olhos, que por ella se lhe percebiaõ a grande agrudeza do entendimento, e as admiraveis partes, que constituem hum perfeito Principe.» Teve as Comendas de Santa Maria de Moreiras, Santiago de Monsaraz e Santa Maria de Alagoa, todas da Ordem Militar de Cristo, conferidas, ainda que por diversas Cartas, a 18 de janeiro de 1634.
Faleceu no mesmo Paço onde nasceu, a 31 de maio de 1637, aos 30 anos, deixando por herdeiro a seu irmão Duarte. Foi sepultado na capela-mor do hoje extinto Convento de São Paulo, em Vila Viçosa, sendo posteriormente trasladado, juntamente com o seu pai, para o Panteão dos Duques de Bragança, no Convento dos Agostinhos, na mesma vila.